# Hiss till galgen
Hiss till galgen (franska: Ascenseur pour l'échafaud) är en fransk spänningsfilm från 1958 i regi av Louis Malle, med Jeanne Moreau och Maurice Ronet i huvudrollerna. Filmen bygger på en roman av Noël Calef med samma titel. Manuset skrevs av Malle och Roger Nimier och lanserade flera berättartekniker som kom att förknippas med den franska nya vågen. Originalmusiken gjordes av amerikanske jazzmusikern Miles Davis och improviserades till stor del fram medan Davis och hans band såg klipp från filmen.
Filmen hade fransk premiär den 29 januari 1958 och sålde 1 913 282 biobiljetter i hemlandet. Sverigepremiären ägde rum den 11 maj 1959. Filmen tilldelades Louis Delluc-priset.

## Handling
Paret Florence Carala (Jeanne Moreau) och Julien Tavernier (Maurice Ronet) planerar det perfekta brottet, att mörda Florences make, Simon Carala (Jean Wall), tillika Juliens chef. De stöter på problem när Julien fastnar i en hiss i ett kritiskt skede.

## Medverkande
- Jeanne Moreau – Florence Carala
- Maurice Ronet – Julien Tavernier
- Georges Poujouly – Louis
- Yori Bertin – Véronique
- Jean Wall – Simon Carala
- Elga Andersen – Frieda Bencker
- Sylviane Aisenstein – Yvonne, flickan i baren
- Micheline Bona – Geneviève
- Gisèle Grandpré – Jacqueline Mauclair
- Jacqueline Staup – Anna, servitris på baren Royal Camée
- Marcel Cuvelier – motellreceptionisten
- Gérard Darrieu – Maurice, vaktmästare
- Charles Denner – polisinspektören som förhör Tavernier
- Hubert Deschamps – åklagarens ersättare
- Jacques Hilling – bilförsäljaren
- Marcel Journet – ordföranden i förvaltningsrådet
- François Joux – poliskommissarien
- Iván Petrovich – Horst Bencker
- Félix Marten – Christian Subervie
- Lino Ventura – kriminalkommissarie Cherrier